# Ampliato Sanches Cabral
Ampliato Sanches Cabral (, 22 de outubro de 1931 - Duque de Caxias, 10 de abril de 2018) foi um professor e político brasileiro.
Foi professor de história e geografia, ganhando em 2005 a "Medalha professor Paulo Freire" do município de Duque de caxias, pelos serviços prestados na área de educação.
Também foi Deputado Estadual por duas legislações. A primeira vez, foi eleito em 1970, pela ARENA, e novamente eleito em 1982 pelo Partido Democrático Social. 

## Homenagem
Em novembro de 2018, a Câmara de Vereadores da cidade de Duque de Caxias aprovou a lei que determinou o batismo de uma das vias da cidade com o nome de "Rua Deputado Ampliato Cabral".